# 周皇后 (王建)
周皇后（—918年），前蜀高祖王建的结发妻，许州（今河南省许昌市）人，有弟弟周德權。

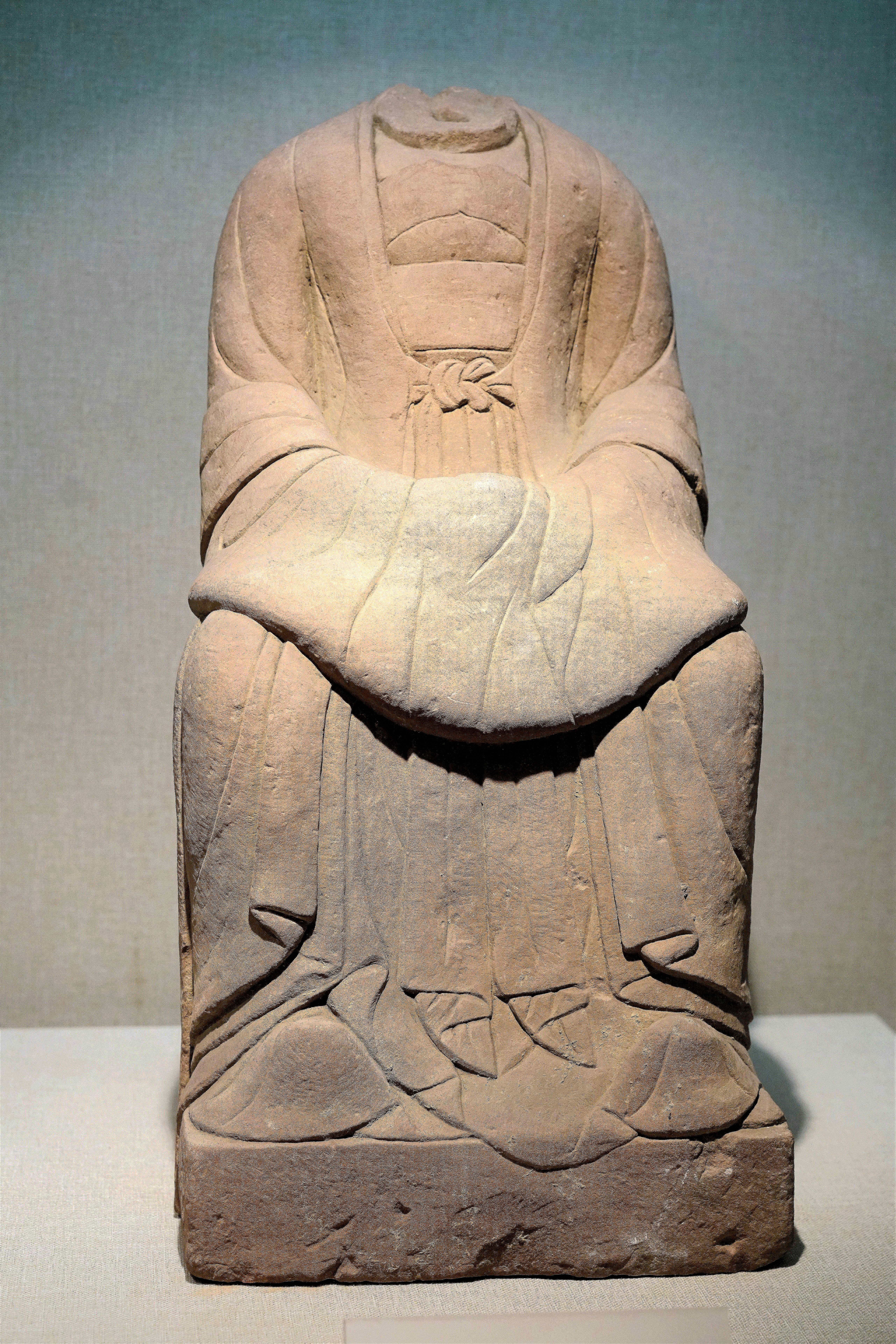
周后坐像

## 生平
周氏是王建的同乡，随王建来到蜀中。武成元年（908年）八月初八，王建立周氏为皇后。永平年间加尊号昭圣皇后，但王建更宠爱大小徐妃。光天元年（918年）六月初一王建去世，大徐妃的儿子王衍继位，周皇后于当年八月廿四去世，谥号顺德皇后。